# Шиловичи (Черниговская область)
Шиловичи (укр. Шиловичі) — село,
Буромский сельский совет,
Ичнянский район,
Черниговская область,
Украина.
Код КОАТУУ — 7421782003. Население по переписи 2001 года составляло 126 человек .

## Географическое положение
Село Шиловичи находится на левом берегу реки Удай в месте впадения в неё реки Бурымня,
выше по течению на расстоянии в 1,5 км расположено село Сваричевка,
ниже по течению на расстоянии в 1,5 км расположено хутора Безбородьков,
на противоположном берегу — село Вишнёвка. По давним преданиям название села идет от "Шило в ичи" - Шило в глаза. Село существовало еще в период Татаро-монгольского нашествия. Тогда село не платило дань, за что всему мужскому населению выкололи глаза, а женщин изнасиловали.

## История
- 1300 год — дата основания.